# Бусснанг
Бусснанг (нім. Bussnang) — громада в кантоні Тургау, округ Вайнфельден, Швейцарія.

## Географія
Громада розташована на відстані близько 145 км на північний схід від Берна, 15 км на схід від Фрауенфельда. Бусснанг має площу 18,9 км², з яких на 9,2 % дозволяється будівництво (житлове та будівництво доріг), 70,4 % використовуються в сільськогосподарських цілях, 18,8 % зайнято лісами, 1,5 % не є продуктивними (річки, льодовики або гори).

## Демографія
2019 року в громаді мешкало 2458 осіб (+16 % порівняно з 2010 роком), іноземців було 15 %. Густота населення становила 130 осіб/км².
За віковим діапазоном населення розподілялося таким чином: 22,4 % — особи молодші 20 років, 62,9 % — особи у віці 20—64 років, 14,8 % — особи у віці 65 років та старші. Було 969 помешкань (у середньому 2,5 особи в помешканні).
Із загальної кількості 2958 працюючих 281 був зайнятий в первинному секторі, 2149 — в обробній промисловості, 528 — в галузі послуг.